# Medžed
| G20 | D&d | Aa24 · D40 | A40 |

| G20 | D&d | Aa24 · D40 | A40 |

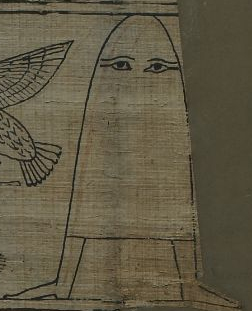
Medžet v Greenfieldském papyru

Medžed je staroegyptský bůh zmíněný v Knize mrtvých.

## Kniha mrtvých
Kapitola 17 Knihy mrtvých zmiňuje, mezi mnoha jinými temnými bohy, jeden Medžed (což znamená „Udeřovač“), v následující řadě:
Znám jméno toho Udeřovače mezi nimi, který patří do Osirisova domu, který střílí svým okem, a přesto není vidět.

O tomto bohu není známo nic jiného.

## Novoříšský papyrus
Medžed je také zmíněn v Papyru z Nové říše. Uvádí: „Vím, že ta bytost Medžed, která je mezi nimi v domě Osirise, střílí paprsky světla ze svých očí, ale sám není vidět. Obíhá kolem nebe, oblékaného plamenem jeho úst, velících Hapimu, ale zůstává sám neviditelný.“

## V populární kultuře
V ilustraci kapitoly 76 papyru Greenfield, kde je vyobrazen Medžed, je znázorněno jako postava zcela zakrytá v kuželovitém obleku, kromě viditelných očí a nohou.
Poté, co byl papyrus vystaven v roce 2012 v muzeu Mori Art v Tokiu a ve Fukuockém muzeu umění, se Medžed stal senzací na japonská sociální média. Bůh byl přijat japonskou populární kulturou, včetně internetového memu a postavy ve videohrách.